# Mioara Roman
Mioara Roman (n. 19 aprilie 1940, Jiblea, județul Argeș (azi în județul Vâlcea) – d. 23 februarie 2024, Snagov) a fost o scriitoare, jurnalistă de radio, traducătoare și profesoară de limbă și civilizație arabă, cu realizări importante în mediul academic.

## Biografie
Mioara Georgescu s-a născut pe data de 19 aprilie 1940, în localitatea Jiblea, din județul Argeș (azi în județul Vâlcea). O mare parte a copilăriei și-a petrecut-o la Varșovia.
A absolvit, în anul 1962, cursurile Secției de limba și literatura arabă din cadrul Departamentului de Limbi și Literaturi Orientale a Facultății de Limbi și Literaturi Străine a Universității din București.
A lucrat în cadrul postului de radio Radio România Internațional, vreme de 17 ani, ca șefă a secției de limbă arabă. De-a lungul timpului, a realizat interviuri cu președintele Egiptului, Hosni Mubarak, regele Hussein al Iordaniei și președintele Irakului, Saddam Hussein.

## Viața personală
În 1963 s-a căsătorit cu sportivul scrimeur Iosif Zilahy⁠(en)[traduceți], de care a divorțat în 1973. Din căsnicia cu Iosif Zilahy s-a născut Catinca Roman.
În 1974 s-a căsătorit cu Petre Roman, de care a divorțat după 33 de ani, în 2007. Din căsnicia respectivă a rezultat o fiică, Oana Roman, născută în 1976.

## Decesul
Mioara Roman, fosta soție a fostului premier Petre Roman, a încetat din viață pe 23 februarie 2024, la vârsta de 83 de ani, la un azil din Snagov, unde era internată de câteva luni. Suferea de o formă gravă a bolii Parkinson și de o degenerare neurocognitivă. A fost înmormântată luni, 26 februarie 2024, la Cimitirul „Reînvierea” din București, după slujba care a avut loc la Biserica Sfântul Gheorghe Nou. 

## Lucrări publicate
- Roman, Mioara (2016). Prețul libertății. Însemnări din revoluția mea. București: Editura Integral. ISBN 9786068782447.